# José Villarroya Romanos
José Villarroya Romanos (Talamantes, 1732 – Valencia, 1804) fue un jurista, historiador e intelectual español del siglo XVIII.

## Biografía
Nacido en Talamantes en 1732, constan sus orígenes familiares por su expediente de entrada en la orden del Hospital en 1739. Se sabe así que era hijo de Pedro Villarroya Sánchez y de Margarita Romanos Ibáñez. Tras cursar estudios eclesiásticos en su localidad natal continuó su formación en la universidad de Valencia. Su padre estaba vinculado a la justicia y era escribano de cámara. José fue abogado y desde 1779 presidió el colegio de abogados de Valencia.
En el marco de la Ilustración en España, trabajó igualmente en temas económicos. Defendió un despotismo ilustrado, animando a la corona a recuperar bienes en manos muertas. Igualmente defendió una reforma de la justicia que la modernizara y la dejara bajo control del monarca. Su regalismo es considerado por muchos autores como excesivo, atribuyendo solo al rey la interpretación última de las leyes. Sus intentos de ser nombrado alcalde del crimen en 1783 fueron sin embargo infructuosos.
Fue autor también de numerosos estudios históricos relacionados con Valencia, incluyendo trabajos sobre la orden de Montesa, la historia de la imprenta en la localidad o la crónica de Jaime I. Fue también el compilador de Colección de Cartas eruditas escritas por D. Gregorio Mayans y D. José Nebot y Sanz, reuniendo escritos de ambos eruditos valencianos, que fue una obra popular en las bibliotecas ilustradas del periodo. El éxito de estos trabajos le trajo varios reconocimientos sociales. Notablemente su publicación sobre la orden de Montesa le valió el título honorario de alcalde de Casa y Corte, que le hacía participar en la Real Audiencia de Valencia. Villarroya fue igualmente desde 1795 miembro de la Real Academia de Bellas Artes de San Carlos, principal entidad cultural de la localidad.
Si bien los Decretos de Nueva Planta habían abolido en 1707 los fueros valencianos, el rey Carlos IV de España encargó a Villarroya el estudio de los mismos en busca de aquellos que fueran compatibles con el nuevo régimen jurídico. El encargo motivó la obra magna de Villarroya, un estudio histórico de los fueros valencianos que si bien por ser una compilación foralista posterior a su uso pasó más desapercibida en sus tiempos, es seminal para el estudio jurídico posterior.